# Lorenzo (Kurzfilm)
Lorenzo ist ein US-amerikanischer animierter Kurzfilm von Mike Gabriel aus dem Jahr 2004.

## Handlung
Lorenzo ist ein verwöhnter, dicker Kater, der im Luxus lebt. Eines Tages sieht er die schwarze Katze Malo, die keinen Schwanz hat. Er macht sich über Malo lustig und gibt mit seinem eigenen Schwanz an. Er reizt Malo so lange, bis sie Lorenzos Schwanz mit einem Zauberspruch verhext. Der Schwanz führt nun ein Eigenleben und Lorenzo versucht vergeblich, ihn zu „töten“. Doch Elektroschocks bringen ihn nicht zur Ruhe und auch der Versuch, den Schwanz von einem Zug überrollen zu lassen, scheitert. Gelegentlich erscheint Malo mit einem Messer, das sie Lorenzo zeigt, doch flieht er stets vor der Katze. Am Ende jedoch sieht Lorenzo keinen anderen Ausweg: Er wird verrückt und schneidet sich in seiner Verzweiflung den Schwanz ab. Am Ende verbeugen sich Lorenzo, Malo und Lorenzos Schwanz vor dem Publikum.

## Produktion
Erste Arbeiten an Lorenzo stammen aus den frühen 1940er-Jahren. Joe Grant hatte die Handlung um Kater Lorenzo entwickelt und erste Bleistiftskizzen angefertigt. Die Produzenten Roy E. Disney und Don Hahn nahmen die Idee von Lorenzo wieder auf. Sie boten den Stoff 2001 Regisseur Mike Gabriel an, der bis dahin noch keinen Animationsfilm gedreht hatte. Er nutzte Grants Vorlagen dabei als Folie und erweiterte die Handlung. Weite Teile des Films sind computeranimiert, wobei das neue Programm Sable zum Einsatz kam. Die Handlung wird von dem Tango Bordoneo y 900 begleitet, der von Juan Jose Mosalini und seinem Big Tango Orchestra in einer neuen Version eingespielt wurde. 
Lorenzo lief am 6. März 2004 erstmals auf dem Florida Film Festival und kam später als Vorfilm zu Liebe auf Umwegen in die Kinos. Europapremiere des Films war am 7. Juni 2004 auf dem Festival d’Animation Annecy.

## Auszeichnungen
Lorenzo wurde 2005 für einen Oscar in der Kategorie „Bester animierter Kurzfilm“ nominiert, konnte sich jedoch nicht gegen Ryan durchsetzen. Auf dem Festival d’Animation Annecy gewann Lorenzo 2004 den Cristal d’Annecy und erhielt 2005 einen Annie Award als „Bester animierter Kurzfilm“.